# Elecciones legislativas de Indonesia de 2019
Las elecciones legislativas de Indonesia se celebraron el 17 de abril de 2019 junto a las presidenciales con el objetivo de elegir a los 575 miembros del Consejo de Representantes del Pueblo.